# 蔡加敏
蔡加敏（英語：Carmen Choi，1975年8月16日—），離婚前冠夫姓稱馬蔡加敏，香港玩具大王蔡志明长女，籍貫廣東省揭東县，波士頓大學工商管理學系畢業，香港女性商人、深圳政协委员、廣東省政協委員丶社交名媛，現任旭日國際董事局副主席和保良局總理。

## 家庭
蔡加敏是「玩具大王」蔡志明夫婦之長女，下有二妹加穎、加怡和一弟加讚。其大妹蔡加穎於2003年7月5日被蔡加讚發現於沙田九肚山紅橋里三號的豪宅內燒炭自殺死亡，終年25歲，蔡志明指她患有抑鬱症多年。
2007年12月27日，蔡加敏與前全國政協委員兼佳寧娜控股創辦人馬介璋的兒子馬鴻銘，於香港中文大學崇基學院禮拜堂舉行基督教結婚儀式，由崇基學院校牧伍渭文牧師主婚，註冊後在沙田會所進行親友晚宴，並於12月30日早上進行中式俗禮，晚上在香港會議展覽中心舉行世紀婚宴，筵開174席，打破香港新人同晚婚宴最多席數的紀錄。翌年5月17日（即婚禮後5個半月）誕下7.3磅女兒靄翹（Chelsi），證實了「奉子成婚」的傳言。
2011年2月1日蔡加敏剖腹誕下雙胞胎，名為誠禧（Mason）和瑋禧（Manus）。
2013年6月18日於父親節在醫院順利誕下第三胎。
2021年3月5日，馬鴻銘向傳媒公佈，他與蔡加敏已分居，並正辦理離婚事宜，他們將會共同照顧兩人的子女。之後蔡加敏發聲明回應，指兩人正在處理離婚的事宜。

## 公職
蔡加敏是深圳市丶廣東省政协委员。她亦是東華三院丁亥年總理，保良局己亥年總理,安基司教育集團執行校董兼行政總監。

## 馬主
蔡加敏是香港賽馬會會員，名下馬匹有「靚太陽」、「靚到爆」和「靚爆」。